# 卡尔-海因茨·达尼洛夫斯基
卡尔-海因茨·达尼洛夫斯基（德語：Karl-Heinz Danielowski，1940年3月31日—），德国男子赛艇运动员。他曾代表德国联队、东德参加1964年、1968年和1976年夏季奥林匹克运动会赛艇比赛，其中1976年奥运会获得一枚金牌。